# Leucopis shannoni
Leucopis shannoni är en tvåvingeart som beskrevs av Tanasijtshuk 2003. Leucopis shannoni ingår i släktet Leucopis och familjen markflugor. Inga underarter finns listade i Catalogue of Life.